# Dmitri Sokolov
Dmitry Nikolaevich Sokolov (em russo:  Егор Иванович Вяльцев) (Voronej, 21 de janeiro de 1985) é um basquetebolista profissional russo que atualmente joga pelo BC Khimki. O atleta que possui 2,14m de altura, pesa 113 kg atua como pivô e tem carreira profissional desde 2000.